# Ханнах
Ханнах (устар. Хааннаах; якут. Хааннаах) — река в России, левый приток Лены. Протекает по территории Кобяйского района Якутии. Длина — 57 км. Площадь водосборного бассейна — 1210 км².
Вытекает из реки Ситте и впадает в Лену слева через протоку Дабдары на расстоянии 1184 км от устья Лены.
В 55 км от устья справа впадает река Аччыгый-Юрях.

## Данные водного реестра
По данным государственного водного реестра России и геоинформационной системы водохозяйственного районирования территории РФ, подготовленной Федеральным агентством водных ресурсов:
- Бассейновый округ — Ленский
- Речной бассейн — Лена
- Речной подбассейн — Лена между впадением Алдана и Вилюя
- Водохозяйственный участок — Лена от впадения Алдана до впадения Вилюя[2].